# Ернст фон Вурмбранд-Щупах
Ернст Гундакар Виктор фон Вурмбранд-Щупах (на немски: Ernst Gundaccar Viktor von Wurmbrand-Stuppach; * 6 март 1866, Талхайм, Ерцгебирге; † 12 януари 1924, Виена) е граф от знатната австрийска благородническа фамилия Вурмбранд-Щупах в Долна Австрия.

## Произход
Той е вторият син на граф Фердинанд Гундакар фон Вурмбранд-Щупах (1835 – 1896) и съпругата му графиня Габриела де Мигнот фон Буси (1836 – 1904), вдовица на барон Емерих Редл фон Ротенхаузен и Разцтина († 1856), дъщеря на граф Маркус де Мигнот фон Буси и фрайин Катарина фон Бартенщайн. Внук е на граф Ернст Хайнрих Гундакар Каспар Грегор Йохан фон Вурмбранд-Щупах (1804 – 1846). Брат е на граф Вилхелм фон Вурмбранд-Щупах (1862 – 1927), графиня Хенрика Емилиана Мария фон Вурмбранд-Щупах (* 1864), омъжена I. на 9 октомври 1881 г. (анулиран) в Крумнусбаум за фрайхер Фридрих Йозеф Ернст Борс де Борсод-Тамазда (1839 – 1909), II. на 12 май 1890 г. в Нойклостер за фрайхер Карл Густав фон Тинти (1859 – 1914), брат на Артур Николаус фон Тинти, и на графиня Маргарета фон Вурмбранд-Щупах (1870 – 1938), омъжена I. на 20 февруари 1888 г. в Крумнусбаум за фрайхер Артур Николаус фон Тинти (1862 – 1917), II. на 12 януари 1919 г. във Виена за Раул фон Кумер († 1933).
Родителите му се развеждат през 1876 г.

## Фамилия
Ернст фон Вурмбранд-Щупах се жени на 5 февруари 1894 г. във Валденбург за принцеса Елизабет Матилда фон Шьонбург (* 27 април 1864, Дрезден; † 1 февруари 1949, Химбург), дъщеря на княз Ото Фридрих фон Шьонбург-Валденбург (1819 – 1893) и Памела Лабунска от Полша (1837 – 1901). Бракът е бездетен.